# Golpe de Estado na Guiné em 2008
O golpe de Estado na Guiné em 2008 foi um golpe militar que ocorreu na Guiné em 23 de dezembro de 2008, logo após a morte do Presidente Lansana Conté. Uma junta militar chamada Conselho Nacional da Democracia e do Desenvolvimento (Conseil National de la Démocratie et du Developement, CNDD), chefiada pelo Capitão Moussa Dadis Camara, tomou o poder e anunciou que seu plano é governar o país por dois anos antes de uma nova eleição presidencial. Camara de fato deixou o cargo depois que Alpha Condé foi eleito nas eleições de 2010.

## Morte de Conté

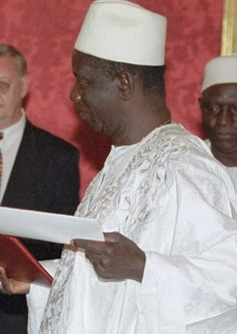
O golpe aconteceu horas depois da morte de Lansana Conté

Nas primeiras horas de 23 de dezembro de 2008, Aboubacar Somparé, o presidente da Assembleia Nacional, anunciou na televisão que Conté tinha morrido às 06:45 da manhã (hora local) do dia anterior após uma "longa enfermidade". Embora Somparé não revelasse o nome da doença, fontes apontam que Conté tinha diabetes e leucemia. De acordo com a Constituição, o Presidente da Assembleia Nacional deveria assumir a presidência no caso de vacância e uma nova eleição presidencial deveria ser realizada no prazo de 60 dias. Somparé pediu ao presidente da Suprema Corte Lamine Sidimé que declarasse vaga a Presidência e aplicasse a Constituição. O primeiro-ministro Ahmed Tidiane Souaré e o General Camara, o chefe do exército, estiveram ao lado de Somparé durante seu anúncio. Declarando quarenta dias de luto nacional por Conté, Souaré pediu "calma e contenção" e ordenou ao exército para proteger as fronteiras e manter a calma dentro do país "em homenagem à memória do ilustre líder".
Autoridades do governo se reuniram no Palácio do Povo, sede da Assembleia Nacional, nas primeiras horas do dia 23 de dezembro. O primeiro-ministro Souaré, o presidente da Suprema Corte Somparé e os líderes militares estavam presentes.
Falando à Radio France Internationale após a morte de Conté, o líder da oposição Jean-Marie Doré, da União pelo Progresso da Guiné, enfatizou que as instituições do Estado deveriam "estar aptas a trabalhar na prevenção da desordem desnecessária na Guiné, o que que poderia contribuir ainda mais com a já difícil situação." 

## Anúncio do golpe
Seis horas após Somparé ter anunciado a morte de Conté, uma declaração foi lida na rádio estatal anunciando um golpe militar. Essa declaração, lida pelo Capitão Moussa Dadis Camara em nome de um grupo intitulado Conselho Nacional para a Democracia e Desenvolvimento (CNDD), dizia que "o governo e as instituições da República foram dissolvidos." A declaração também anunciava a suspensão da constituição "bem como as atividades ligadas aos sindicatos e à política". De acordo com o Capitão Camara, o golpe era necessário devido ao "profundo desespero" da Guiné em meio a pobreza e a corrupção desenfreadas, e declarou que as instituições existentes eram "incapazes de resolver as crises que o país vinha enfrentando". Além disso, Camara afirmou que alguém das forças armadas tornaria-se presidente enquanto um civil seria apontado como primeiro-ministro na chefia de um novo governo etnicamente equilibrado. O Conselho Nacional da Democracia e Desenvolvimento incluiria, de acordo com Camara, 26 oficiais e seis civis.
Reportando-se de Conakry na época do anúncio do golpe, Alhassan Sillah, da BBC, informou que a situação na cidade era "extraordinariamente tranquila" e que ele não tinha visto nenhum soldado. No final do dia, vários tanques foram vistos na cidade.
Após o anúncio de Camara, Souaré declarou que o governo e as instituições estatais estavam intactas. Somparé, por sua vez, chamou o golpe de Estado era "um revés para nosso país" e expressou esperança de que o golpe não teria êxito. Argumentou que a maioria dos soldados ainda eram leais ao governo.
Foi relatado que soldados do campo Alfa Yaya Diallo teriam escolhido um tenente-coronel, Sékouba Konaté, como líder do golpe, embora alguns soldados tenham objetado porque acreditavam que um oficial de alta patente deveria ter sido escolhido. O chefe das forças armadas, Diarra Camara, disse que os conspiradores golpistas representavam apenas uma pequena minoria no exército. Na tarde de 23 de dezembro, em meio à confusão sobre quem estava no controle do país, o general Camara pediu que os soldados "pelo menos esperassem até depois do funeral [de Conté]", afirmando também que ele não estava tentando impedir as ambições de ninguém.
Em 23 de dezembro, tanto o gabinete do primeiro-ministro como o Pequeno Palácio, residência oficial de Conté, estavam sob o controle dos líderes golpistas. Segundo Souaré, os líderes golpistas realizaram uma reunião para escolher um líder interino para o país no final do dia 23 de dezembro; também afirmou que Moussa Camara, Sékouba Konaté e Toto Camara foram considerados candidatos para o cargo. A composição do CNDD foi anunciada no final do dia 23 de dezembro; incluía 32 membros, 26 dos quais eram oficiais e seis eram civis.
Em entrevista ao Guineenews em 23 de dezembro, o líder da oposição Cellou Dalein Diallo declarou acreditar que a constituição deveria ser respeitada, ao mesmo tempo em que acreditava que uma nova eleição presidencial deveria ser realizada junto com a já planejada eleição parlamentar em 31 de maio de 2009.

## Consolidação da autoridade do CNDD
Uma declaração foi lida na rádio dia 24 de dezembro anunciando o Capitão Camara como o presidente do CNDD. Mais tarde naquele dia, Camara e milhares de soldados leais a ele desfilaram pela cidade, cercados de um grande número de partidários civis. De acordo com Camara, ele foi verificar "se o terreno era favorável", declarando que a enorme multidão indicava que as pessoas eram verdadeiramente solidárias do golpe. Também no dia 24, Camara disse que o CNDD não queria ficar no poder indefinidamente, mas sim liderar o país por dois anos, prometendo "eleições presidenciais transparentes e confiáveis por volta do fim de dezembro de 2010". Isso contradisse uma declaração anterior prometendo uma eleição dentro do período constitucional de 60 dias.
O CNDD declarou um toque de recolher nacional das 20h00 até às 6h30, embora tenham dito que o toque de recolher não seria implementado até o dia 26 para evitar interferência na celebração cristã do Natal. A extensão do controle do CNDD permaneceu confusa até o dia 24; embora o Primeiro Ministro Souaré tivesse se escondido, ele insistiu que o governo não tinha sido derrubado. Souaré descreveu Camara como "um capitão desconhecido [que] não controla o exército" e argumentou que a maioria das tropas eram leais, enquanto atribuía a "desordem" a "um pequeno grupo".
Logo após o CNDD ter ordenado que todos os membros do governo e os oficiais das forças armadas fossem ao campo militar de Alpha Yaya Diallo dentro de 24 horas, com a ameaça de "uma varredura de todo o território nacional" se eles não comparecessem, Souaré foi ao campo e se colocou à disposição, junto com todos os ministros, exceto dois que estavam, de acordo com Souaré, em missões oficiais estrangeiras. Camara se encontrou com Souaré e reforçou que o CNDD estava agora no poder, mas disse que Souaré e seu governo poderiam "voltar aos negócios". Durante o encontro, Souaré lamentou a morte de Conté e expressou a vontade do seu governo de servir sob o comando do CNDD, ressaltando que seu governo era composto de tecnocratas, e não políticos. Ele também se referiu a Camara como "Presidente".
Falando na rádio dia 25, Camara disse que ele não queria concorrer a presidência no fim do período dos dois anos. Ele também declarou que o CNDD não estava suscetível a subornos. De acordo com Camara, as pessoas "começaram a mostrar malas de dinheiros para tentar nos corromper. Tentaram dar dinheiro a nossas mulheres e carros a nossas crianças." Ele também avisou que caçaria "pessoalmente qualquer um que tentasse corromper" o CNDD. Camara também disse que o funeral de Conté no dia 26 seria grandioso, e expressou desaprovação na descrição da falta de devidos cuidados com o corpo de Conté.

## Reações internacionais
- A União Africana vai promover um encontro de emergência sobre a situação. O comissário da Paz e Segurança Ramtane Lamamra disse que "se o golpe militar for confirmado, vai ser um flagrante da violação da constituição e da legalidade africana que absolutamente proíbe mudanças inconstitucionais no governo".
- O Canadá "condena fortemente a tentativa de golpe na Guiné e pede que todos os partidos respeitem totalmente a Constituição e as regras da lei para o benefício do povo da Guiné, que já sofreu por muito tempo" e "...pede calma e restrição."
- A Comunidade Econômica dos Estados da África Ocidental (ECOWAS) advertiu que a Guiné seria suspensa da organização se os militares tomassem o poder.
- Predefinição:Country data UN O Secretário Geral da ONU Ban Ki-moon, ressaltando a contribuição de Conté para a paz e a unidade da Guiné e a estabilidade da África Ocidental, elogiou a ajuda da Guiné aos refugiados de rixas na região próxima ao país. Ele pediu calma, para uma transição ordenada com base na constituição da Guiné, e exortou as forças armadas da Guiné para respeitar a democracia.
- A União Europeia condenou o golpe e pediu ao governo e as forças armadas da Guiné que assegurassem uma transição de líder pacífica. A União pediu aos líderes políticos e militares que "respeitassem as medidas constitucionais para assegurar uma transição pacífica de poder através de eleições.
- Os Estados Unidos expressaram esperança por uma "transição democrática e pacífica". Um porta-voz disse que "estamos trabalhando com nossos parceiros na região e outros países na região e na União Africana para encorajar as instituições na Guiné a tomarem todos os passos para assegurar uma transição pacífica e democrática".